# Dalmacija uvik fali
Dalmacija uvik fali je debitantski album hrvatskog glazbenika Branka Medaka.

## Popis pjesama
1. „Dalmacija uvik fali” - (03:44)
2. „Repatice” - (03:39)
3. „Karma južnjačka" (s Davorom Radolfijem) - (04:06)
4. „Imat´ tebe cilu” - (03:28)
5. „Kad zapiva Dalmacija” - (04:04)
6. „Feral” - (03:36)
7. „Moja Dalma" (s Nevenom Ereš) - (04:01)
8. „O jubavi fibra” - (03:36)
9. „Nostalgija” - (03:28)
10. „Vukovar” - (04:05)
11. „Zemlja” - (04:18)
12. „Ljubi, voli, moli” - (04:14)